# Howard Robert Horvitz
Howard Robert Horvitz (sinh ngày 8 tháng 5 năm 1947) là một nhà sinh học người Mỹ, đã đoạt giải Nobel Sinh lý và Y khoa năm 2002.

## Cuộc đời và Sự nghiệp
Horvitz sinh tại Chicago, trong một gia đình nhập cư gốc Do Thái. Năm 1968 ông vào học ở Học viện Công nghệ Massachusetts, nơi ông gia nhập hội Alphha Epsilon Pi. Sau khi tốt nghiệp cử nhân, ông vào học ở Đại học Harvard, tốt nghiệp bằng thạc sĩ năm 1972 và tiến sĩ sinh học năm 1974. Năm 1978 ông làm phụ tá giáo sư khoa Sinh học ở Học viện Công nghệ Massachusetts, năm 1981 làm phó giáo sư và năm 1986 trở thành giáo sư, đồng thời là thành viên của Viện McGovern nghiên cứu Não (McGovern Institute for Brain Research). Ông nổi tiếng về công trình nghiên cứu apoptosis trên loài giun tròn Caenorhabditis elegans. Từ năm 1988 ông cũng là nhà nghiên cứu của Viện Y học Howard Hughes (Howard Hughes Medical Institute). Hiện nay ông là thành viên trong Ban quản trị của Society for Science & the Public.

## Các giải thưởng và vinh dự
- 1986 Giải Spencer về Sinh học Thần kinh
- 1988 Giải của Quỹ Thép Hoa Kỳ về Sinh học phân tử
- 1991 thành viên Viện Hàn lâm Khoa học quốc gia Hoa Kỳ
- 1993 Giải V.D. Mattia (Viện Sinh học phân tử Roche)
- 1994 Giải Hans Sigrist
- 1995 Giải Charles A. Dana
- 1996 Giải Ciba-Drew cho Khoa Y Sinh học
- 1998 Giải Rosenstiel
- 1998 Giải Passano cho sự tiến bộ Y khoa
- 1998 Giải Alfred P. Sloan, Jr.
- 1988 Giải Sinh học phân tử của Viện hàn lâm Khoa học quốc gia Hoa Kỳ
- 1998 Giải Passano
- 1999 Giải quốc tế Quỹ Gairdner
- 2000 Giải Paul Ehrlich và Ludwig Darmstaedter
- 2000 Giải Segerfalk
- 2000 Giải March of Dimes về Sinh học phát triển
- 2000 Giải Louisa Gross Horwitz
- 2000 Giải Charles Léopold Mayer của Viện Hàn lâm Khoa học Pháp
- 2001 Giải Bristol-Myers Squibb cho thành tựu nổi bật về Khoa học thần kinh
- 2001 Huy chương của Hội Di truyền học Hoa Kỳ
- 2002 giải Nobel Sinh lý và Y khoa chung với Sydney Brenner và John Sulston.
- 2002 Giải Wiley